# En la línia de foc
En la línia de foc (títol original en anglès In the Line of Fire) és una pel·lícula estatunidenca dirigida per Wolfgang Petersen, estrenada el 1993. Ha estat doblada al català.

## Argument
Frank Horrigan és un agent del Servei Secret dels Estats Units. Present a Dallas el 22 de novembre de 1963, es retreu de no haver pogut evitar l'Assassinat de John F. Kennedy. Quan un assassí decideix intentar-ho amb el president actual, Frank Horrigan es pren l'assumpte a la valenta. Un joc mòrbid s'estableix entre l'assassí i l'agent.

## Repartiment
- Clint Eastwood: Frank Horrigan
- John Malkovich: Mitch Leary
- Rene Russo: Lilly Raines (agent del Servei Secret)
- Dylan McDermott: Al D'Andrea (agent del Servei Secret)
- Jim Curley: President
- Gary Cole: Bill Watts
- Fred Dalton Thompson: Harry Sargent
- John Mahoney: Sam Campagna
- Gregory Alan Williams: Matt Wilder
- Clyde Kusatsu: Jack Okura
- Tobin Bell: Mendoza
- Patrika Darbo: Pam Magnus
- John Heard: el Professor Riger
- Steve Hytner: Tony Carducci
- Joshua Malina: Agent Chavez
- Steve Railsback: David Coppinger
- William G Shilling: Stanford Riggs

## Premis i nominacions

### Nominacions
- 1994. Oscar al millor actor secundari per John Malkovich
- 1994. Oscar al millor guió original per Jeff Maguire
- 1994. Oscar al millor muntatge per Anne V. Coates
- 1994. Globus d'Or al millor actor secundari per John Malkovich
- 1994. BAFTA al millor actor secundari per John Malkovich
- 1994. BAFTA al millor guió original per Jeff Maguire
- 1994. BAFTA al millor muntatge per Anne V. Coates

## Crítica
- "Una de les millors pel·lícules de 1993"[3]
- "Thriller d'aire clàssic, sostingut per un ritme captivador i sota el patrocini d'un parell d'interpretacions superbes. Notable"[4]